# Akira Toriyama
Akira Toriyama (japanska: 鳥山 明?, Toriyama Akira), född 5 april 1955 i Kiyosu, Aichi prefektur, död 1 mars 2024, var en japansk serieskapare och speldesigner. Han blev först känd bland allmänheten för sin manga Dr. Slump innan han skapade Dragon Ball, vilket är hans mest kända verk. Utöver det har han designat rollfigurerna i populära TV-spel såsom Dragon Quest-serien, Blue Dragon och Chrono Trigger. Toriyama anses vara en av de tecknare som har haft störst inflytande på manga som medium eftersom hans verk, framförallt Dragon Ball, har varit mycket populära. Många mangatecknare nämner honom som en källa till inspiration.
År 1981 tilldelades han priset Shōgakukan Manga Award för bästa shōnen eller shōjo-manga med Dr. Slump, som sålde över 35 miljoner exemplar i Japan. Den adapterades senare som anime 1997, 13 år efter att mangan avslutades. Hans nästa serie, Dragon Ball, skulle så småningom bli en av de mest populära och framgångsrika mangaserierna i världen. Efter att ha sålt mer än 230 miljoner exemplar över hela världen är den tredje bäst säljande mangaserierna genom tiderna, och anses vara en av de främsta pådrivarna till "Jumps Guldålder", en period från 1980 till 1990 när mangaspridningen nådde sin höjdpunkt. I utlandet blev anime-adaptionen av Dragon Ball mer framgångsrik än mangan och bidrog till populariseringen av japansk anime i västvärlden.

## Uppväxt
Akira Toriyama föddes i Kiyosu utanför Nagoya i Japan. Hans klasskamrater i grundskolan tecknade och försökte efterlikna anime och manga eftersom det inte fanns mycket annan form av underhållning. Enligt honom blev han bättre än resten genom att rita porträtt av sina vänner och vann ett pris av en lokal konststudio för en bild av 101 dalmatiner. Det var då han började tycka att tecknande var roligt. Toriyama älskade bilar och motorcyklar, något han ärvde av sin far som åkte motorcykel och ägde en bilverkstad under en kortare tid.

## Karriär

### Tidiga verk och framgång 1978–2000
Innan Toriyama blev mangatecknare arbetade han på en reklambyrå i Nagoya som affischdesigner i tre år. Därefter trädde han in i mangabranschen genom att skicka in ett bidrag till en amatörtävling i tidningen Jump för att vinna prispengarna. Även om han inte vann blev han kontaktad och uppmuntrad av Kazuhiko Torishima, som senare kom att bli hans redaktör. Han debuterade år 1978 med mangan Wonder Island för tidningen Weekly Shōnen Jump. Dock blev serien inte särskilt populär. Därefter lanserade han den långlivade humorserien Dr. Slump, som gick i samma tidning åren 1987–86. Mangan handlar om en pervers professor och hans superstarka flickrobot Arale. Han påbörjade den vid 25 års ålder medan han levde hemma hos sina föräldrar och var när den avslutades 1984 en "mangakändis". 1981 mottog han Shogukukan Manga Award priset för årets bästa shōnen eller shōjo manga. Serien ledde också till en mycket framgångsrik animerad version som sändes på TV mellan 1981 och 1986, samt en remake som sändes 1997-1999. År 2008 hade mangan sålt över 35 miljoner exemplar i Japan.
1984 började Weekly Shōnen Jump släppa Toriyamas Dragon Ball som blev en direkt framgång. Till idag har den sålt över 156 miljoner exemplar endast i Japan vilket gör det till förlaget Shueishas näst bäst säljande manga genom tiderna. Mangan började som en äventyrs/humorserie men utvecklades senare till en kampsportssaga. Flera bedömare anser att Dragon Ball är en av de "mest inflytelserika shōnen manga-serierna, bland annat genom de olika troper som serien etablerade och som har påverkat senare shōnen-serier som One Piece och Naruto. Dragon Ball var en av de främsta pådrivarna till "Jumps Guldålder", en period när mangaspridningen nådde sin höjdpunkt med 6,53 miljoner sålda exemplar (1995). Seriens framgång sporrade Toriyama att fortsätta arbeta med den från 1984 till 1995. Mot seriens slut ville han avsluta mangan, så att han kunde "ta nya steg i livet". Under denna elvaåriga period producerade han 519 kapitel som samlades i 42 volymer. Utöver det ledde mangans framgång till fyra animeversioner, ett flertal animerade filmer, tv-spel och produkter. Den tredje animeversionen Dragon Ball GT var inte baserad på mangan men Toriyama var involverad i utvecklingen. Även den fjärde filmen, Dragon Ball Super, är fristående, men Toriyama utvecklade storyn och karaktärerna. Bortsett från sin popularitet i Japan var Dragon Ball även internationellt framgångsrik, framförallt i Europa och Nordamerika. Globalt såldes 230 miljoner exemplar av mangan. Seriens enorma popularitet banade under 1990-talet väg för en mängd annan manga på export till europeiska seriemarknader. Bara i Sverige sålde de svenska samlingsvolymerna av serien (utgivna 2000-03) fram till 2007 i 1,5 miljoner exemplar.
Toriyamas talang för design ledde till hans deltagande i utvecklingen ett antal TV-spel. Mest känd är nog designen av karaktärerna i samtliga spel i RPG-serien Dragon Quest. Utöver det arbetade han som karaktärsdesigner för SNES-spelet Chrono Trigger och fightingspelen Tobal No. 1 och Tobal 2 för PlayStation.  
Toriyamas egen studio kallas Bird Studio efter hans namn och det japanska ordet "tori" (鳥) som betyder fågel. Han gjorde nästan allt arbete själv, även när han anställde assistenter. Fram till 1995 anställde han endast en assistent åt gången, något som är sällsynt för mangatecknare. Assistenterna tecknade oftast bakgrunderna. Studion har också producerat diverse fristående manga. Efter Dragon Ball arbetade Toriyama med kortare serier (100–200 sidor), som t.ex. Cowa!, Kajika och Sandland.

### 2002–2024
I december 2002 gjorde Toriyama sitt enda uppträdande i New York vid lanseringen av Weekly Shōnen Jumps nordamerikanska motpart, Shonen Jump. Toriyamas Dragon Ball och Sand Land publicerades i tidningens första nummer tillsammans med en djupintervju med honom.
I mars 2005 började CQ Motors sälja elektriska bilar designade av Toriyama. Enpersonsbilen QVOLT är en del av företagets Choro-Q bilar. Den finns i fem färger, kostar runt 1 990 000 yen (runt 161 000 kronor) och har en maxfart av 30 km/h.
2006 arbetade han på en fristående manga vid namn Cross Epoch tillsammans med One Piece-skaparen Eiichiro Oda. Mangan är en crossover som blandar karaktärerna från Dragon Ball och One Piece. Toriyama var också karaktärsdesigner för Xbox 360-spelet Blue Dragon. Han arbetade med Hironobu Sakaguchi och Nobuo Uematsu, som båda tidigare hade deltagit i utvecklingen av Chrono Trigger. Han tillkännagav att hans medverkande i Blue Dragon animen mycket väl kunde bli hans sista animeprojekt. 
| ” | Erbjudandet att få regissera en animerad version av Blue Dragon kom i februari förra året [2006]. Det var Studio Pierrot som kontaktade mig. Jag visste att Sakaguchi hade jobbat med att sammanställa en grupp som kunde producera spelet, trots att Blue Dragon inte hade announcats ännu. Materialet att döma verkade det vara en fantasysaga som Sagan om Ringen med en detaljerad story. Detta kan bli min sista anime, och jag är lite oroad. Det finns ett otroligt tryck på mig, men samtidigt känner jag mig fullbordad - projektet är värt det. Blue Dragon kommer bli ett mästerverk, inte bara för att jag arbetar hårt med det, utan också för att mina kollegor inte förväntar sig något mindre. | „ |

Akira Toriyama syntes ofta inte på bild och i Dragon Ball-hörnan längst bak i de svenska Dragon Ball-böckerna står det att han var kameraskygg. Dock visade han ofta i serierna självporträtt på sig själv, i form av allt från en fågel (tori betyder fågel på japanska) till en liten robot.
I mars 2024 avled Akira Toriyama av en akut subduralblödning. Hans mangaförlag Bird Studio meddelade att Toriyama hade flera pågående projekt när han avled.

### Manga
- 1978 – Wonder Island
- 1980 – Dr. Slump
- 1984 – Dragon Ball
- Dragon Ball Z
- Neko Majin
- Neko Majin Z
- 1998 – Kajika
- 2000 – Sandland
- 2008 – Cross Epoch

### TV-spel
- Dragon Quest
- Chrono Trigger
- Tobal No. 1
- Blue Dragon